# Carl Bechtold
Johann Philipp Carl Bechtold (* 7. März 1762 in Pirmasens; † 6. Juli 1809 in Aderklaa bei Wien) war Generalstabschef in der Hessen-darmstädtischen Armee.

## Leben
Carl Bechtold wurde als Sohn des Gottfried Karl Philipp Bechtold (1726–1800, Obristleutnant) und dessen Ehefrau Elisabeth Römisch († 1801) geboren.
Er absolvierte ein Studium der Kriegswissenschaften in Metz und trat 1779 in das Hessen-darmstädtische „Regiment Landgraf Carl“  ein. Dort wurde er am 3. Oktober 1781 zum Lieutenant ernannt.
Wegen eines Sturzes vom Pferd im Dezember 1786 musste er sich aus dem aktiven Truppendienst zurückziehen und war fortan als Stabsoffizier tätig. Vom Stabskapitän  à la suite (September 1793) stieg er 1794 zum Kapitän I. Klasse auf. Während des Ersten Koalitionskrieges zeichnete er sich im Gefecht bei Gonsenheim mit Tapferkeit aus.
Am 9. Juni 1806 zum Major befördert, wurde ihm die Führung des Generalstabs anvertraut.
1808 erhielt er die Ernennung zum Obristleutnant und führte in dieser Funktion das „Regiment Erbprinz“.
In der Schlacht bei Wagram, die während des Fünften Koalitionskrieges zwischen Österreich und Großbritannien auf der einen und Frankreich mit den Verbündeten des Rheinbundes auf der anderen Seite ausgetragen wurde, erlitt Bechtold am 6. Juli 1809 bei Aderklaa tödliche Verwundungen. Dabei wurde sein ältester Sohn Carl Augenzeuge.
1784 heiratete er  Caroline Jäckel (1765–1823, Tochter des Amtsschaffners Nikolaus Jäckel). Das Paar hatte die  Söhne Carl (1791–1866, Generalleutnant), Christian Friedrich Ludwig (1798–1880, Regimentskommandeur), Friedrich (1800–1872, Innenminister) und Ludwig (1803–1834, Akzessist).
Am 17. Februar 1829 wurden alle Nachkommen in den Großherzoglich-hessischen Adelsstand erhoben.

## Auszeichnungen
- Großherzoglich Hessischer Ludwigsorden Kommandeur I. Klasse und Kommandeur II. Klasse